# 山城守藤原国清
日本江户时代初期越前国著名刀匠家族所用的刀铭。其打刀作品特点为铭文在刀身左侧（通常打刀铭文都在刀身右侧，太刀铭文则在刀身左侧）。

## 人物简介
山城守国清初代名为岛田吉右卫门，庆长七年（1602）作为信州三代岛田助宗的嫡子出生，名为岛田吉右卫门，字“助宗”，后来进京作为国广晚年的门徒。师父国广死后回到信州，元和二年从下总进入信浓川中岛，侍奉松平忠昌，元和五年前往越后国高田藩，之后在宽永元年（1624）松平忠昌转封时，跟随主君一起到越前的北庄（福井市）。宽永四年（1627）二月，成为山城大掾并把字“助宗”改为“国清”，宽永五年（1628）接受山城守一职，同年朝廷赐予其十六叶菊纹，因此其前期所铸的作品铭文中没有菊纹。据说在城下的浜町（福井市中央三丁目）建了一个宅邸。宽文五年（1665）三月末，长眠于清円寺（福井県福井市宝永４‐２２‐１７）。其所铸作品的风格多为直刃。作品铭文为：山城守藤原国清或 菊纹山城守藤原国清。其留世的作品多被评为“上上作”。

## 家族后代
山城守国清第二代是初代国清的嫡子，传自父亲的铸刀技术，为寛文时期越前国著名刀匠。其所铸之刀风格多数为直刃，少数为乱刃。刀铭文在其父亲的铭文上多加了一个“一”用以区分，作品铭文为：菊纹一 山城守藤原国清。其留世的作品多被评为“上作”。
山城守国清第三代是第二代国清的嫡子，为寛文时期越前国著名刀匠。同其父二代国清一同铸刀，相传晚于二代国清两年辞世。作品铭文同为：菊纹一 山城守藤原国清。因此很难区分在寛文年间的二代或三代的作品。其留世的作品多被评为“上作”。
山城守国清第四代是第三代国清的嫡子，为宝永时期越前国刀匠。其记录比较少，作品不如其父辈的知名。作品铭文同为：菊纹一 山城守藤原国清。其留世的作品多被评为“中上作”。

## 其他
许多小说中提到的在幕末时期新撰组一番队队长冲田总司所持有的爱刀之一为<菊一文字则宗>是错误的。首先<菊一文字则宗>在幕末时期已经是古刀且价格非常昂贵，以新撰组的俸禄不可能拥有，其次<菊一文字则宗>为皇家装饰的薄刃太刀，太刀刀身较长适合骑兵，并不适合步兵，且薄刃也不适合实战。因此经多方推断，冲田总司所持有的爱刀应为二代国清所铸的<菊纹一 山城守藤原国清>（其与<菊一文字则宗>同样拥有皇家16瓣菊纹并有“一”字，且铭文在刀身左侧容易会被误认为太刀）。